# Сенчково (Куявсько-Поморське воєводство)
Сенчково (пол. Sęczkowo) — село в Польщі, у гміні Осенцини Радзейовського повіту Куявсько-Поморського воєводства.
Населення — 161 особа (2011).
У 1975-1998 роках село належало до Влоцлавського воєводства.

## Демографія
Демографічна структура станом на 31 березня 2011 року:
|          | Загалом | Допрацездатний вік | Працездатний вік | Постпрацездатний вік |
| -------- | ------- | ------------------ | ---------------- | -------------------- |
| Чоловіки | 74      | 10                 | 55               | 9                    |
| Жінки    | 87      | 14                 | 48               | 25                   |
| Разом    | 161     | 24                 | 103              | 34                   |